# Katlehong
Kaplehong är en ort i den sydafrikanska provinsen Gauteng. Katlehong hade 407 294 invånare vid folkräkningen 2011